# Ana Carolina Gaillard
Ana Carolina Gaillard (General Campos, 12 de octubre de 1981) es una abogada y política argentina del Partido Justicialista, que se desempeña como diputada nacional por la provincia de Entre Ríos desde 2019, con un mandato previo entre 2013 y 2017.

## Biografía

### Primeros años y familia
Nació en General Campos (departamento San Salvador, Entre Ríos) en 1981 y se recibió de abogada en la Facultad de Derecho de la Universidad de Buenos Aires. Cuenta con una maestría en Políticas Públicas de la misma universidad.
Tiene relación con el también diputado nacional del Partido Justicialista por la provincia de Buenos Aires, Nicolás Rodríguez Saá, con quien tiene un hijo, nacido en 2020.

### Carrera política
Se involucró en la política universitaria cuando era estudiante de derecho en la Universidad de Buenos Aires. Se desempeñó como secretaria parlamentaria y asesora legislativa en el Congreso de la Nación entre 2007 y 2011.
En las elecciones legislativas de 2009, se postuló a diputada nacional como décima candidata en la lista del Frente para la Victoria en Buenos Aires; la lista recibió el 11,61% del voto popular y no resultó electa. En 2011, fue nombrada directora de la Casa de Entre Ríos en la ciudad de Buenos Aires.
En las elecciones legislativas de 2013, fue la segunda candidata a diputada nacional en la lista del Frente para la Victoria en la provincia de Entre Ríos, detrás de José Eduardo Lauritto. La lista fue la más votada en la provincia, con el 46,65% de los votos, y Gaillard resultó electa. Se postuló para la reelección en 2017, como cuarta candidata en la lista del Frente Justicialista Somos Entre Ríos, pero la lista no recibió suficientes votos para que Gaillard fuera reelegida.
Durante su ausencia al Congreso, fue secretaria de Turismo y Cultura de la provincia de Entre Ríos.
Asumió nuevamente como diputada el 19 de diciembre de 2019, tras la renuncia de Juan José Bahillo a la Cámara para ocupar un cargo de ministro en la provincia de Entre Ríos. Integra el bloque del Frente de Todos. Preside la comisión de Legislación Penal e integra como vocal las comisiones de Acción Social y Salud Pública; de Asuntos Constitucionales; de Defensa del Consumidor, del Usuario y de la Competencia; de Juicio Político; de Justicia; y la comisión bicameral permanente de Trámite Legislativo.
Fue partidaria de la legalización del aborto en Argentina y votó a favor del proyecto de ley de Interrupción Voluntaria del Embarazo de 2020, que fue aprobado por la Cámara.
Antes de las elecciones primarias de 2021, fue confirmada como precandidata a diputada nacional en la lista del Frente de Todos en Entre Ríos.